# Insector X
Insector X est un jeu vidéo de type shoot them up développé par Taito, sorti en 1989 sur borne d'arcade. Il a été adapté sur Mega Drive et Famicom en 1990.